# فیلیپو رومانیا
فیلیپو رومانیا (انگلیسی: Filippo Romagna؛ زاده ۲۶ مهٔ ۱۹۹۷) یک بازیکن فوتبال اهل ایتالیا و باشگاه یوونتوس است.